# Coelogyne mooreana
Coelogyne mooreana Rolfe, 1907 è una pianta della famiglia dell Orchidacee, endemica del Vietnam.

## Descrizione
È un'orchidea di medie dimensioni con crescita epifita sugli alberi della foresta pluviale montana. C. mooreana presenta pseudobulbi molto addensati, di forma ovoidale, decisamente angolati, solcati, che portano al loro apice 2 foglie strettamente lineari-lanceolate, con 7 nervature, dotate di picciolo.
La fioritura avviene dalla primavera all'inizio dell'estate, mediante una infiorescenza aggettante dall'apice di uno pseudobulbo di nuova formazione, eretta, racemosa, lunga da 30 a 40 centimetri, portante da 3 a 8 fiori. Questi sono molto appariscenti, grandi in media 10 centimetri e presentano sepali e petali di forma lanceolata ad apice acuto, di colore bianco, e il labello, anch'esso bianco, presenta numerosissime piccole appendici di colore arancione.

## Distribuzione e habitat
La specie è originaria dell'Asia, in particolare è un endemismo del Vietnam, dove cresce epifita su alberi di foreste pluviali di montagna, su altopiani, a quote comprese tra i 1300 e i 2000 metri sul livello del mare.

## Coltivazione
Questa pianta necessita di non troppa luce e temperature basse durante la fase di riposo, che devono però essere incrementate durante la fioritura, quando è necessario anche mantenere buoni livelli di umidità.